# Saffierlori
De saffierlori (Vini peruviana) is een vogel uit de familie Psittaculidae (papegaaien van de Oude Wereld). De vogel werd in 1776 door Philipp Ludwig Statius Müller als Psittacus peruvianus beschreven. Hij verkeerde in de mening dat de vogel uit Peru afkomstig was, maar feitelijk kwam de beschreven vogel uit Tahiti. Deze lori is een kwetsbare, endemische vogelsoort uit Polynesië.

## Kenmerken
De vogel is 18 cm lang en weegt 31 tot 34 gram. De vogel is diep paarsblauw met een oranje snavel en poten. Onder het oog, op de wangen en op de borst is de vogel wit. Op de kruin heeft de vogel verlengde (sier)veren. Jonge vogels zijn grijsachtig blauw met witte vlekken op de keel en hebben een zwarte snavel. De vogel is vernoemd naar de edelsteen saffier, de blauwe saffier benadert goed de kleur van de vogel.

## Verspreiding en leefgebied
Deze soort is endemisch in het zuidoostelijk deel van Polynesië, waar de vogel ooit voorkwam op 20 eilanden in de  Genootschapseilanden, Tuamotu en de Cookeilanden. De verbreiding is nogal verbrokkeld en op verschillende eilanden is de vogel uitgestorven. De grootste populaties werden in 2006 aangetroffen op de eilanden Kaukura, Rangiroa, Arutua, Apataki en Tikehau uit de eilandengroep Îles Palliser. Verder is er een relatief grote populatie op het eiland Aitutaki (Cookeilanden). Deze vogels zijn mogelijk in het verleden door mensen geïntroduceerd. Het leefgebied is gemengd bos in laagland, ook aangeplant bos en plantages (kokos en banaan) en grote tuinen met bloemplanten, waar de vogels kunnen foerageren op nectar. De vogel broedt in holle bomen.

## Status
De saffierlori heeft een beperkt verspreidingsgebied en daardoor is de kans op uitsterven aanwezig. De grootte van de totale populatie werd in 2016 door BirdLife International geschat op 5 tot 7 duizend volwassen individuen en de populatie-aantallen nemen af door predatie door invasieve diersoorten, waaronder vooral de zwarte rat, maar ook verwilderde katten en de Pacifische bruine kiekendief (Circus approximans) worden als predatoren genoemd. Om deze redenen staat deze soort als kwetsbaar op de Rode Lijst van de IUCN.